# Phyllodactylus davisi
Espèce
Statut de conservation UICN

 LC  : Préoccupation mineure
Phyllodactylus davisi est une espèce de geckos de la famille des Phyllodactylidae.

## Répartition et habitat
Cette espèce est endémique du Mexique. Elle se rencontre dans les États de Colima et du Michoacán. Elle vit dans la forêt tropicale sèche.

## Étymologie
Cette espèce est nommée en l'honneur de William Bennoni Davis (1902-1995).

## Publication originale
- Dixon, 1964 : The systematics and distribution of lizards of the genus Phyllodactylus in North and Central America. New Mexico State University Science Bulletin, vol. 64, p. 1-139.